# New 寶可夢隨樂拍
《New 寶可夢隨樂拍》（中国大陆官方译为）是一款由万代南梦宫工作室開發、任天堂發行在任天堂Switch平台的拍照動作遊戲，于2021年4月30日发售。
本作是以1999年發行在任天堂64的《寶可夢隨樂拍》的遊戲玩法為基礎全新製作的遊戲，登場的寶可夢包含至《劍／盾》在內共200隻以上。

## 遊玩方式
遊戲中的主角將造訪未開拓的群島「藍蒂爾地區」，每座島嶼由叢林、海洋等各種豐富的自然環境組成，對生氣勃勃的野生寶可夢展開生態調查，一邊發現寶可夢們未曾展現過的表情與動作，一邊拍下照片完成專屬自己的寶可夢寫真圖鑑。
玩家將坐在「新壹號」的自動交通工具上，並透過相機拍攝寶可夢的各種模樣。拍到的照片交給阿鏡博士分析，並依照不同評分基準獲得評價，以完成高評價的寶可夢圖鑑為目標展開冒險。

## 開發
2019年6月，外媒Metro採訪問到任天堂曾推出的Wii U控制器﹑任天堂Labo VR等符合《寶可夢隨樂拍》設計理念的硬體設備，但為何遲遲沒有續作時，《寶可夢》系列製作人增田順一表示：「（笑）我只能說我們應該不會再做同樣的東西了，除非我們得到了非常特別的靈感才會再推新作」。
2020年6月17日舉辦的「Pokémon Presents」線上發表會中正式發表本作，並於2021年1月14日公布發售日期。

## 反響
本作在日本首週售出了194,385份遊戲，成為日本當週最暢銷遊戲。截至2021年9月共於全球售出了220萬份遊戲。